# Marco Calpurnio Longo
Lucio Marcio Céler Marco Calpurnio Longo (en latín: Lucius Marcius Celer Marcus Calpurnius Longus) fue un senador romano que vivió en el siglo II y desarrolló su cursus honorum bajo los reinados de Adriano, Antonino Pío, y Marco Aurelio. Fue cónsul sufecto en el año 144 junto con Décimo Velio Fido. Se le conoce únicamente por inscripciones.

## Carrera política
El primer cargo atestiguado de Calpurnio Longo fue el de quattuorviri viarum curandarum, o uno de los cuatro supervisores del mantenimiento de las calles en Roma, una de las magistraturas que componían el vigintivirato; que era un primer paso preliminar hacia la entrada en el Senado romano. 
la ocupación de este cargo por parte de Longo está fechado entre los años 117 y 120. A continuación fue tribuno militar de la Legio I Italica, que estaba estacionada en ese momento en Moesia; cargo fechado entre los años 121 y 125. Podemos concluir que Calpurnio Longo fue nombrado cuestor, pues la culminación de esta magistratura republicana tradicional era la forma habitual en que se inscribía a los hombres en el Senado romano. Aunque si podemos suponer con seguridad que ocupó los siguientes dos escalones de las magistraturas republicanas tradicionales, ya sea tribuno de la plebe o edil, y luego pretor, para pasar a ocupar su siguiente cargo certificado, legatus proconsularis o asistente del gobernador de Bitinia y Ponto: aunque durante el siglo II los deberes de legatus proconsularis se asumían a menudo después de que un senador ocupaba la magistratura de pretor, hay ejemplos de hombres que asumieron este cargo antes de acceder a la pretura. No obstante, se estima que Calpurnio Longo fue legatus proconsularis alrededor del año 136. Y que luego, fue procónsul de Acaya alrededor del año 140, su último cargo atestiguado antes de ocupar su consulado, en el año 144.